# Yolanda Soler
Yolanda Soler Grajera (* 9. Januar 1971 in Madrid) ist eine ehemalige spanische Judoka. Sie gewann 1996 eine olympische Bronzemedaille.

## Sportliche Karriere
Die 1,50 m große Yolanda Soler kämpfte im Superleichtgewicht. 1990, 1992 und von 1994 bis 1996 war sie spanische Meisterin.
Soler belegte 1986 den fünften Platz bei den Junioreneuropameisterschaften. Im Februar 1991 gewann sie in München ihr erstes Weltcupturnier. Bei den Europameisterschaften 1991 unterlag sie im Viertelfinale der Britin Karen Briggs, kämpfte sich aber mit drei Siegen in der Hoffnungsrunde zu Bronze durch. 1992 erreichte sie bei den Europameisterschaften in Paris das Finale, verlor aber gegen die Französin Cécile Nowak. Bei der olympischen Premiere des Frauenjudo 1992 in Barcelona unterlag Soler im Viertelfinale gegen Karen Briggs. In der Hoffnungsrunde besiegte sie die Kanadierin Brigitte Lastrade und unterlag der Kubanerin Amarilis Savón, am Ende belegte Soler den siebten Platz.
Bei den Weltmeisterschaften 1993 gewann sie vier Kämpfe und verlor zweimal, damit erreichte sie den fünften Platz. 1994 gewann Soler durch einen Sieg über die Französin Sylvie Meloux ihren ersten Europameistertitel. 1995 verteidigte sie ihren Titel, wobei Meloux erneut im Finale verlor. 1996 gewann Soler ihren dritten Titel in Folge durch einen Finalsieg über die Deutsche Jana Perlberg. Bei den Olympischen Spielen 1996 in Atlanta gewann Soler ihre ersten drei Kämpfe und verlor dann im Halbfinale gegen die Nordkoreanerin Kye Sun-hui. Mit einem Sieg über die Algerierin Salima Souakri gewann Soler eine Bronzemedaille. Ihre letzte internationale Einzelmedaille erkämpfte Yolanda Soler bei den Europameisterschaften 1998 in Oviedo, als sie noch einmal Bronze gewann.